# Лилесан
Лѝлесан (на норвежки: Lillesand) е град и община в Южна Норвегия. Разположен е на брега на Северно море във фюлке Ауст-Агдер. Получава статут на община на 1 януари 1838 г. Население 9295 жители според данни от преброяването към 1 октомври 2008 г.

## Побратимени градове
- Калунбор, Дания
- Нюнесхамн, Швеция
- Кимито, Финландия
- Ейрабахки, Исландия